# Río Blanco (Morona Santiago)
Río Blanco ist eine Ortschaft und eine Parroquia rural („ländliches Kirchspiel“) im Kanton Morona der ecuadorianischen Provinz Morona Santiago. Die Parroquia besitzt eine Fläche von 456,2 km². Beim Zensus 2010 wurden 1992 Einwohner gezählt.

## Lage
Die Parroquia Río Blanco liegt an der Ostflanke der Cordillera Real. Das Gebiet liegt in Höhen zwischen 840 m und 4730 m. Entlang der westlichen Verwaltungsgrenze verläuft der Hauptkamm der Cordillera Real. Im Norden wird das Verwaltungsgebiet vom Flusslauf des Río Abanico begrenzt. Im Osten reicht das Areal bis zum Río Upano. Der etwa 940 m hoch gelegene Hauptort Río Blanco befindet sich am rechten Flussufer des Río Upano 6 km südwestlich der Provinzhauptstadt Macas. Die Fernstraße E45 (Macas–Zamora) führt an Río Blanco vorbei.
Die Parroquia Río Blanco grenzt im Norden an die Parroquias Zuñac, Alshi 9 de Octubre und Macas, im äußersten Osten an die Parroquia Sevilla Don Bosco, im Süden an die Parroquias Santa Marianita de Jesús, Sucúa und Asunción (alle drei im Kanton Sucúa) sowie im Westen an die Provinz Chimborazo mit der Parroquia Achupallas (Kanton Alausí).

## Orte und Siedlungen
Der Hauptort Río Blanco besteht aus den beiden Barrios: Río Blanco und El Paraíso. Es gibt insgesamt 12 Comunidades in der Parroquia. Shuar-Comunidades sind Agustin Unup, Kachik, Metzankim, Paus und Playas de Río Arapicos. Von Mestizen bewohnte Comunidades sind El Paraíso, San Gregorio, San Miguel de Río Blanco, San Pedro und Timbiana. Comunidades mit beiden Volksgruppen sind Padre Caroll und Río Blanco.

## Geschichte
Die Parroquia Río Blanco wurde am 28. April 1993 gegründet (Registro Oficial N° 178).

## Ökologie
Der Westen der Parroquia liegt innerhalb des Nationalparks Sangay.